# 에이모스 리
에이모스 리(Amos Lee, 1977년 6월 22일 ~ )는 미국의 싱어송라이터이다.